# Kazimierz (VIII)
Kazimierz (VIII) (ur. 28 kwietnia 1494, zm. 29 października 1518 w Szczecinie) – syn Bogusława X Wielkiego, księcia pomorskiego i Anny Jagiellonki.

## Życiorys
Po osiągnięciu wieku sprawnego młody książę brał udział w politycznych działaniach swego ojca. R. Klempin podał, że w 1511, wespół ze starszym bratem Jerzym I brał udział w wojnie przeciw miastu Strzałów. Prawdopodobnie był ówczesnym dowódcą grupy szturmowej.
W literaturze przedmiotu przedstawiany jest jako ten, który popadł w alkoholizm, co spowodowało m.in. jego zgon, na skutek upadku z drabiny w stanie nietrzeźwym. Tomasz Kantzow zaznaczył, że śmierć nastąpiła w kilka dni później, tj. 28 października 1518, co oznaczałoby, że powodem jego śmierci były odniesione obrażenia po upadku z drabiny, a nie bezpośrednie spożycie alkoholu. Martin Wehrmann wskazuje dodatkowo, że zgon Kazimierza VIII nastąpił 29 października, czyli dzień później niż wskazywał Kantzow. Argumentem miał być list Bogusława X, który był kierowany do rajców strzałowskich z dnia 29 października 1494. Dzień ten przyjmuje się, jako termin śmierci młodego księcia.

## Genealogia
| Eryk II ur. w okr. 1418–1425 lub poźn. zm. 5 VII 1474 | Eryk II ur. w okr. 1418–1425 lub poźn. zm. 5 VII 1474 |                                                     |                                                     | Zofia ur. ok. 1434 zm. 24 VIII 1497 | Zofia ur. ok. 1434 zm. 24 VIII 1497 |  |  | Kazimierz IV Jagiellończyk ur. 30 XI 1427 zm. 7 VI 1492 | Kazimierz IV Jagiellończyk ur. 30 XI 1427 zm. 7 VI 1492 |                                                   |                                                   | Elżbieta Rakuszanka ur. na przeł. 1436/1437 zm. 30 VIII 1505 | Elżbieta Rakuszanka ur. na przeł. 1436/1437 zm. 30 VIII 1505 |
|                                                       |                                                       |                                                     |                                                     |                                     |                                     |  |  |                                                         |                                                         |                                                   |                                                   |                                                              |                                                              |
|                                                       |                                                       |                                                     |                                                     |                                     |                                     |  |  |                                                         |                                                         |                                                   |                                                   |                                                              |                                                              |
|                                                       |                                                       | Bogusław X Wielki ur. 28 lub 29 V 1454 zm. 5 X 1523 | Bogusław X Wielki ur. 28 lub 29 V 1454 zm. 5 X 1523 |                                     |                                     |  |  |                                                         |                                                         | Anna Jagiellonka ur. 12 III 1476 zm. 12 VIII 1503 | Anna Jagiellonka ur. 12 III 1476 zm. 12 VIII 1503 |                                                              |                                                              |
|                                                       |                                                       |                                                     |                                                     |                                     |                                     |  |  |                                                         |                                                         |                                                   |                                                   |                                                              |                                                              |
|                                                       |                                                       |                                                     |                                                     |                                     |                                     |  |  |                                                         |                                                         |                                                   |                                                   |                                                              |                                                              |
|                                                       |                                                       |                                                     |                                                     |                                     |                                     |  |  |                                                         |                                                         |                                                   |                                                   |                                                              |                                                              |

|  |  |  |  | Kazimierz VIII (ur. 28 IV 1494, zm. 29 X 1518) |